# Доманяно
Доманя̀но (на италиански: Domagnano) е малко градче и община в Сан Марино. Разположено е на 357 m надморска височина. Населението на общината е 3587 души (към 2018 г.).

## Населени места
Общината има 3 населени места:
- Доманяно (Domagnano, администативен център)
- Торача (Torraccia)
- Фиорина (Fiorina)